# William Holmes Howland

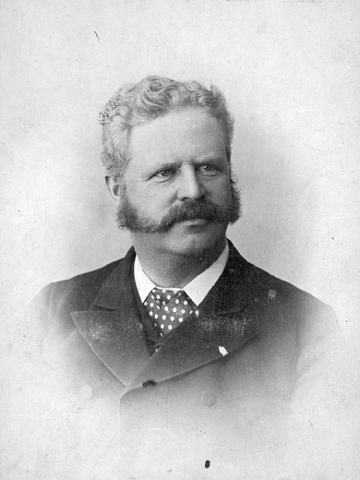
William Holmes Howland

William Holmes Howland (* 11. Juni 1844 in Lambton Mills; † 12. Dezember 1893 in Toronto) war ein kanadischer Kaufmann, Sozialreformer und Politiker.

## Leben
Howland war von 1886 bis 1887 der 25. Bürgermeister Torontos. William Holmes Howland ist der älteste Sohn von Sir William Pearce Howland, einem der Väter der Konföderation. Sein jüngerer Bruder Oliver Aiken Howland wurde später ebenfalls zum Bürgermeister von Toronto gewählt.
Howland setzte sich 1886 gegen den konservativen Kandidaten Alexander Henderson Manning durch. Bei seiner Wiederwahl, ein Jahr später, konnte er sein Wahlergebnis sogar verbessern. Howland brach während seiner Zeit als Bürgermeister von Toronto mit alten Traditionen der Plutokratie. Er galt mit seinen Sozialreformen als Verfechter der Idee, Lebensqualität für alle Teile der Gesellschaft zu schaffen.